# Colom missatger magany
El colom missatger magany és una raça de colom autòcton del País Valencià, també anomenat colom correu o magany a seques. És una de les races més antigues i potser la primera utilitzada com a missatgera. El seu aspecte general és de mida mitjana, de caràcter més aviat inquiet. El més característic d'esta raça és el porte d'aparença tensa i alerta, el desenvolupament de les carúncules i el rivet ocular. La coloració és negra i tabac, torrat i saboner, fumat, blanc sencer recessiu o pinzellat.